# Solms-laubachia pumila
Solms-laubachia pumila är en korsblommig växtart som först beskrevs av Wilhelm Sulpiz Kurz, och fick sitt nu gällande namn av F. Dvorák. Solms-laubachia pumila ingår i släktet Solms-laubachia och familjen korsblommiga växter. Inga underarter finns listade i Catalogue of Life.